# Acostaea (Orchideen)
Die Gattung Acostaea der Familie der Orchideen (Orchidaceae) umfasst sechs Pflanzenarten, die alle in Süd- und Mittelamerika vorkommen. Die nur wenige Zentimeter kleinen Pflanzen wachsen epiphytisch und bilden dichte Horste. Die Gattung wurde nach Guillermo Acosta benannt, einem Sammler von Orchideen aus Costa Rica.

## Beschreibung
Alle Arten dieser Gattung bilden an einem kriechenden Rhizom dicht an dicht aufrechte, schlanke, von scheidigen Niederblättern umhüllte Triebe. Jeder Trieb trägt ein Blatt, dieses ist länglich-oval bis rundlich geformt, an der Basis keilförmig in einen kurzen Stiel auslaufend und länger als der Trieb. Blatt und Trieb messen zusammen nur zwei bis drei Zentimeter.
Der traubige Blütenstand erscheint seitlich aus der Basis der Triebe und überragt das Blatt etwas. Die drei bis zehn resupinierten Blüten öffnen sich nacheinander. Die Tragblätter umfassen den Blütenstiel röhrenförmig. Die Sepalen sind gelb, rot oder purpurn gefärbt, die beiden seitlichen sind bis über die Mitte miteinander verwachsen, das mittlere ist helmförmig über die Säule gebogen und am Grund etwas mit den beiden seitlichen verwachsen. Die seitlichen Petalen sind klein, etwa so lang wie die Säule und dreieckig geformt. Sie sind an ihrer Basis mit dem Fuß der Säule verwachsen, ebenso wie die Lippe. Diese ist ungelappt, an ihrer Basis entspringt ein fleischiger, hoch aufgewölbter und behaarter Kallus. Die Säule ist aufrecht und breit geflügelt. Das Staubblatt sitzt am Ende der Säule und ist gegenüber der Säulenachse hinabgebogen. Die zwei gelben, birnenförmigen Pollinien sind mit kurzen, breiten Stielchen und Viscidien verbunden.
Die Pflanzen der Subtribus Pleurothallidinae werden meist von Fliegen bestäubt. Bei Acostaea ist die Lippe mit dem Säulenfuß gelenkig verbunden. Wird die Lippe berührt, klappt sie nach oben und drückt ein darauf sitzendes Insekt gegen die Säule, wo es die Pollinien mittels des klebrigen Viscidiums angeheftet bekommt, bzw. eventuell am Körper des Insekts vorhandene Pollinien auf der Narbe platziert werden.

## Verbreitung
Die Arten der Gattung Acostaea kommen von Costa Rica bis nach Ekuador vor. Sie wachsen dort als Epiphyten in sehr feuchten Wäldern in Höhenlagen von 500 bis 1500 Meter.

## Systematik
Die Gattung Acostaea wurde hauptsächlich aufgrund der beweglichen Lippe abgegrenzt. Schwestertaxon ist nach einer DNA-Studie Pleurothallis costaricensis. Die Verwandtschaft um die Gattung Acostaea setzt sich allerdings aus Arten zusammen, die bisher verschiedenen Untergattungen von Pleurothallis zugeordnet wurden. Es ist zu erwarten, dass weitere Untersuchungen zu taxonomischen Änderungen führen werden.
Es wurden sechs Arten in dieser Gattung beschrieben, andere Autoren zählen nur vier und ordnen andere Taxa als Unterarten ein. Später stellte R. Govaerts alle Acostaea-Arten in die Gattung Specklinia Lindl..
- Acostaea bicornis Luer (1983): Panama.
- Acostaea campylotyle P. Ortiz (1979): Kolumbien und der Norden Ekuadors.
- Acostaea costaricensis Schltr. (1923): Costa Rica bis Ekuador.
- Acostaea tenax Luer & R. Escobar (1982): Kolumbien.
- Acostaea trilobata Luer (1975): Ekuador.
- Acostaea unicornis Luer (1983): Panama.